# 4399 Ashizuri
4399 Ashizuri este un asteroid din centura principală, descoperit pe 21 octombrie 1984 de Tsutomu Seki.